# Eubucco versicolor
El cabezón versicolor, cabezón versicolor del sur, capitán verde celeste o barbudo versicolor (Eubucco versicolor) es una especie de ave piciforme de la familia Capitonidae que habita en las montañas del oeste de América del Sur.

## Descripción
Mide alrededor de 16 cm de largo. Presenta dimorfismo sexual. El plumaje de las partes superiores de los machos es verde y su vientre blanquecino moteado en verde. La parte frontal de su rostro, píleo y garganta son rojas, enmarcadas por una lista azul claro en la parte posterior. Su lorum desnudo es negro y presenta algunas cerdas también negras alrededor del pico. Tiene el pecho amarillo en la parte superior con una franja roja en la parte inferior. Sus anchas bigoteras son azules o amarillas según las subespecies. Las hembras son verdes, con el rostro y garganta azules, con una fina media luna roja enmarcándolos en la parte superior del pecho. Su pico es robusto, relativamente largo y amarillento.

## Distribución y hábitat
Se encuentra en los bosques húmedos de las yungas de los Andes orientales de Perú y Bolivia.